# Alexander Classen
Alexander Classen, född 13 april 1843 i Witten, Westfalen, död 28 januari 1934 i Aachen, var en tysk kemist.
Classen var professor vid tekniska högskolan i Aachen. Han gjorde sig särskilt förtjänt av den analytiska kemin, främst genom att i hög grad utveckla användandet av elektriciteten inom den kvantitativa analysen.  Han utgav flera hand- och läroböcker.